# Team Flanders-Baloise

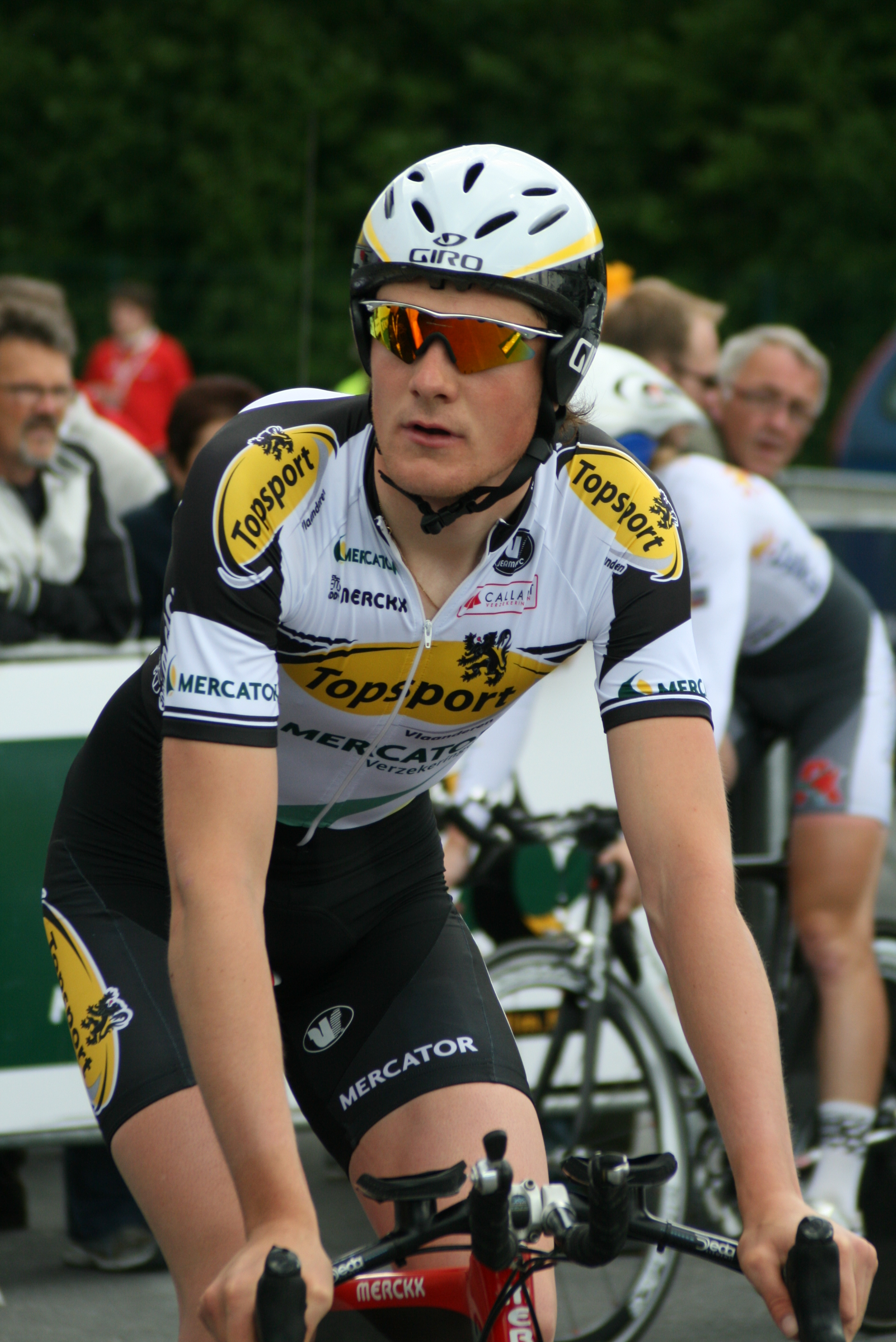
Stijn Joseph im Trikot der Mannschaft (2009)

Das Team Flanders-Baloise ist ein belgisches Radsportteam mit Sitz in Waregem.

## Organisation und Geschichte
Die 1994 gegründete Mannschaft nimmt seit 2005 an internationalen Radrennen, insbesondere der UCI Europe Tour als UCI Professional Continental Team teil. Hauptsponsor des Teams ist das Sportförderprojekt der Flämischen Region Topsport Vlaanderen, welches im Frauenradsport die Mannschaft Topsport Vlaanderen-Ridley 2012 unterstützte.
Im September 2017 sorgte der damalige Teamleiter Walter Planckaert für Schlagzeilen außerhalb des Sports, als er den Fahrern des Teams das Tragen von Bärten verbot. So mokierte sich das Luxemburger Tageblatt unter der Überschrift „Beardgate im Peloton“ darüber, dass Planckaert sich um die „Schönheit des Radsports“ sorge, selbst aber 1977 positiv auf Doping getestet worden sei.
Die flämische Regierung kündigte 2025 an, ihre Unterstützung nach 2026 einzustellen, da ihre Rolle in der Talentförderung nicht mehr den aktuellen Gegebenheiten des Profiradsports entspräche. Sie wolle sich stattdessen auf die Förderung des Bahnradsports verlegen.

## Platzierungen in UCI-Ranglisten
UCI-Weltrangliste (bis 2004)
| Saison | Mannschaftswertung | Einzelwertung              |
| ------ | ------------------ | -------------------------- |
| 1995   | 28.                | Tom Steels (194.)          |
| 1996   | 31.                | Glenn D’Hollander (194.)   |
| 1997   | 35.                | Kurt Van De Wouwer (314.)  |
| 1998   | 45.                | Erwin Thijs (133.)         |
| 1999   | 23. (GSII)         | Steve Vermaut (332.)       |
| 2000   | 32. (GSII)         | Erwin Thijs (195.)         |
| 2001   | 28. (GSII)         | Bjorn Leukemans (132.)     |
| 2002   | 22. (GSII)         | James Vanlandschoot (238.) |
| 2003   | 16. (GSII)         | James Vanlandschoot (311.) |
| 2004   | 6. (GSII)          | Jan Kuyckx (252.)          |

UCI Africa Tour (bis 2018)
| Saison    | Mannschaftswertung | Einzelwertung |
| --------- | ------------------ | ------------- |
| 2007      | 14.                |               |
| 2008-2018 | -                  | -             |

UCI America Tour (bis 2018)
| Saison    | Mannschaftswertung | Einzelwertung              |
| --------- | ------------------ | -------------------------- |
| 2009      | -                  | -                          |
| 2010      | 38.                | Michaël Van Staeyen (337.) |
| 2011-2018 | -                  | -                          |

UCI Asia Tour (bis 2018)
| Saison    | Mannschaftswertung | Einzelwertung              |
| --------- | ------------------ | -------------------------- |
| 2009      | -                  | -                          |
| 2010      | 21.                | Geert Steurs (34.)         |
| 2011-2013 | -                  | -                          |
| 2014      | 75.                | Michaël Van Staeyen (370.) |
| 2015      | 76.                | Jef Van Meirhaeghe (264.)  |
| 2016      | 80.                | Floris De Tier (454.)      |
| 2017      | 89.                | Benjamin Declercq (510.)   |
| 2018      | 97.                | Kevin Deltombe (561.)      |

UCI Europe Tour (bis 2018)
| Saison | Mannschaftswertung | Einzelwertung              |
| ------ | ------------------ | -------------------------- |
| 2005   | 11.                | Niko Eeckhout (3.)         |
| 2006   | 5.                 | Niko Eeckhout (1.)         |
| 2007   | 17.                | Niko Eeckhout (28.)        |
| 2008   | 11.                | Niko Eeckhout (13.)        |
| 2009   | 17.                | Kristof Goddaert (71.)     |
| 2010   | 8.                 | Kris Boeckmans (40.)       |
| 2011   | 18.                | Michaël Van Staeyen (51.)  |
| 2012   | 12.                | Michaël Van Staeyen (14.)  |
| 2013   | 3.                 | Michaël Van Staeyen (6.)   |
| 2014   | 1.                 | Tom Van Asbroeck (1.)      |
| 2015   | 1.                 | Edward Theuns (2.)         |
| 2016   | 9.                 | Pieter Vanspeybrouck (35.) |
| 2017   | 11.                | Bert Van Lerberghe (53.)   |
| 2018   | 8.                 | Jonas Rickaert (84.)       |

UCI Oceania Tour (bis 2018)
| Saison    | Mannschaftswertung | Einzelwertung           |
| --------- | ------------------ | ----------------------- |
| 2007      | 8.                 | Pieter Ghyllebert (17.) |
| 2008-2018 | -                  | -                       |

UCI World Calendar
| Saison | Mannschaftswertung | Einzelwertung        |
| ------ | ------------------ | -------------------- |
| 2009   | 31.                | Jan Bakelants (162.) |
| 2010   | 28.                | Sep Vanmarcke (78.)  |

UCI World Ranking
| World Ranking | World Ranking | World Ranking                | World Ranking |
| Jahr          | Teamwertung   | Einzelwertung                |               |
| ------------- | ------------- | ---------------------------- | ------------- |
| 2016          | —             | Pieter Vanspeybrouck (119. ) |               |
| 2017          | —             | Bert Van Lerberghe (126. )   |               |
| 2018          | —             | Jonas Rickaert (199. )       |               |
| 2019          | 30.           | Christophe Noppe (166. )     |               |
| 2020          | 28.           | Amaury Capiot (79. )         |               |
| 2021          | 26.           | Arne Marit (118. )           |               |
| 2022          | 26.           | Kenneth Van Rooy (198. )     |               |
| 2023          | 42.           | Kamiel Bonneu (368. )        |               |
| 2024          | 58.           | Kamiel Bonneu (475. )        |               |
|               |               |                              |               |
| Quelle: UCI   |               |                              |               |

## Mannschaft 2025
| Teamkader 2025          | Teamkader 2025     | Teamkader 2025 | Teamkader 2025                           |
| Name                    | Geburtsdatum       | Land           | Vorheriges Team                          |
| ----------------------- | ------------------ | -------------- | ---------------------------------------- |
| Toon Clynhens           | 9. Februar 2001    | Belgien        | Elevate p/b Home Solution Soenens (2022) |
| Alex Colman             | 22. Juli 1998      | Belgien        | Canyon DHB p/b Soreen (2020)             |
| Tom Crabbe              | 2. Juni 2005       | Belgien        | Bingoal WB Devo Team (2024)              |
| Lindsay De Vylder       | 30. Mai 1995       | Belgien        | EFC-Etixx (2016)                         |
| Jasper Dejaegher        | 23. Januar 2001    | Belgien        | Circus-Re Uz-Technord (2023)             |
| Brem Deman              | 16. Mai 2002       | Belgien        | Gaverzicht-BE Okay-Van Mossel (2024)     |
| Tuur Dens               | 26. Juni 2000      | Belgien        |                                          |
| Siebe Deweirdt          | 8. Mai 2002        | Belgien        | Soudal Quick-Step Devo Team (2023)       |
| Jonas Geens             | 4. Januar 1999     | Belgien        | Morbihan Adris Gwendal Oliveux (2024)    |
| Vince Gerits            | 26. September 1997 | Belgien        |                                          |
| Jules Hesters           | 11. November 1998  | Belgien        | BEAT Cycling (2021)                      |
| Milan Lanhove           | 1. November 2003   | Belgien        | Bingoal WB Devo Team (2024)              |
| Elias Maris             | 5. Oktober 1999    | Belgien        | Leopard Pro Cycling (2022)               |
| Vincent Van Hemelen     | 2. November 2000   | Belgien        | Lotto-Soudal Development (2022)          |
| Aaron Van Poucke        | 4. April 1998      | Belgien        | Lotto-Soudal U23 (2018)                  |
| Noah Vandenbranden      | 29. Juli 2002      | Belgien        | Lotto-Soudal Development (2022)          |
| Dylan Vandenstorme      | 19. April 2002     | Belgien        | Circus-Re Uz-Technord (2023)             |
| Yentl Vandevelde        | 21. Oktober 2000   | Belgien        | TDT-Unibet (2023)                        |
| Ward Vanhoof            | 18. April 1999     | Belgien        | Lotto-Soudal U23 (2020)                  |
| Victor Vercouillie      | 3. November 2002   | Belgien        |                                          |
|                         |                    |                |                                          |
| Quelle: ProCyclingStats |                    |                |                                          |